# بریک‌کور

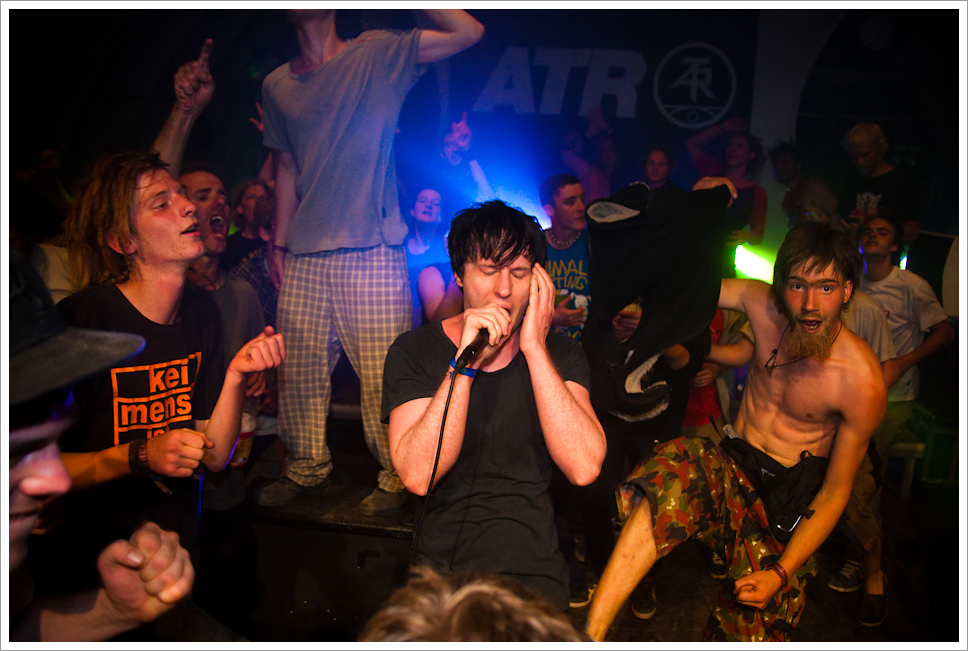
breakcore

برِیک‌کُر (به انگلیسی: Breakcore) زیرگونه‌ای از موسیقی رقص الکترونیک است که از سبک‌های هاردکور الکترونیک، هاردکور دیجیتال و جانگل (Oldschool jungle) تأثیر پذیرفته است. مشخصه‌های بارز این سبک استفادهٔ پرحجم و سنگین از درام‌بیس‌ها‌ (Kick drums)، وقفه‌های درام‌نوازی (Break)، نمونه‌برداری (Sampling) و تمپو‌ی تند است.
از بزرگان برِیک‌کُر می‌توان ونیشن اسنرز را نام برد.